# 2008年至2009年圣安东尼奥马刺赛季
2008–09 圣安东尼奥马刺赛季為馬刺队加盟NBA的第三十三個賽季，在圣安东尼奥的第三十六個賽季，也是經營第四十二個賽季。